# قبه الترکمان
قبه الترکمان (به عربی: قبة الترکمان) یک روستا در سوریه است که در ناحیه غندوره واقع شده‌است. قبه الترکمان ۱٬۱۸۶ نفر جمعیت دارد.